# V.I.D.A
V.I.D.A (acrónimo de Víctimas Inocentes De Argentina) es una banda de death metal melódico Argentino formada en el año 2002 en la ciudad de Zárate, fundada por los hermanos Jorge Cybula (Bajo y voz) y Javier "Pula" Cybula (Guitarra y voz). Su música está orientada al metal extremo mezclando estilos como death metal, thrash metal y groove metal.

## Historia

### Inicios
V.I.D.A. (Víctimas Inocentes De Argentina) se formó en el año 2002 en la localidad de Zárate. Nació como un proyecto de los hermanos Jorge y Javier Cybula, inspirado en la gran crisis política-social que atravesaba el País en ese período.
A finales del año 2004 se incorporó Fernando Passafaro en la batería, logrando una amalgama que combinó fuerza y actitud para llevar adelante los objetivos del grupo. así quedó conformada la agrupación con formato de Trio para dar inicio a su actividad.

### Sombras De la Ignorancia (2010)
Con la formación ya establecida, V.I.D.A grabó su álbum debut titulado "Sombras de la Ignorancia" Lanzado en el mes de septiembre del año 2010, grabado, mezclado y masterizado en los estudios “EL ANGAR” de la ciudad de Zárate. Con un sonido dirigido al metal extremo, donde predomina el death metal y thrash.
En 2012, participó (presentando dos temas de su placa), en un compilado sudamericano llamado “ Memorias de Muerte IX”. del cual fueron parte agrupaciones reconocidas del circuito underground.
A mediados del año 2015 Fernando Passafaro decide dedicarse a otros proyectos, y en octubre de ese año se incorporó Javier Cuello en batería, dándole la formación actual que el power trío presenta.

### Mentes Enfermas (2018)
En marzo de 2018 lanzó su álbum, titulado “Mentes Enfermas” grabado, mezclado y masterizado en los estudios DEJA VU de CABA. Con un sonido orientado al Death metal melódico, con pasajes técnicos y Groove.
A partir del lanzamiento, la agrupación lanza su primer videoclip oficial llamado "No Hay opción" dirigido, producido y editado por Penumbra Amour de “Penumbrart Studios”.
La presentación del disco fue realizada en la ciudad de Zarate, donde se filmó su primer DVD titulado "Liberando la Furia".
V.I.D.A. es seleccionada en mayo de 2018 por el programa radial Vorterix Metal entre más de 100 bandas argentinas, para participar junto a otras 9 bandas en el concurso “Wacken Metal Battle”, por un lugar como representantes nacionales en el Wacken Open Air.
El Álbum Mentes Enfermas fue elegido entre los 5 mejores discos del año por revista Jedbangers y elegida como mejor banda de la ciudad de Zarate en 2018 en la encuesta anual de "Revista la Negra" 
A lo largo de su carrera, V.I.D.A compartió escenario con muchas bandas del circuito underground como también reconocidas a nivel nacional: Almafuerte,Malón , Carajo ,  A.N.I.M.A.L. – Horcas – Tren Loco – Plan 4 – O´Connor, y bandas internacionales como: SEPULTURA  – DEVILDRIVER  -RATOS DE PORAO - BRUJERÍA.

## Discografía
- Sombras de la Ignorancia (2010)[6]
- Mentes Enfermas (2018)[7]

## Videos
- No Hay Opción (Videoclip Oficial) (2018)
- Mentes Enfermas (Lyric Video Oficial) (2018)
- Instinto [DVD Liberando La Furia - 2018] Oficial video.(2018)
- Sombras de la Ignorancia [DVD Liberando La Furia - 2018] Oficial video. (2018)
- Mentes Enfermas (Videoclip Oficial Full HD).(2019)
- Guerrero. (Videoclip Oficial Full HD) (2020)
- V.I.D.A. Streaming (2020)

## Miembros

### Formación actual
- Jorge Cybula: Bajo, voz (2002-presente)
- Javier Cybula: Guitarra, voz (2002-presente)
- Javier Cuello: Batería (2015-presente)

### Anteriores
- Fernando Passafaro: Batería (2004-2015)